# Diego José de Salazar
Diego José de Salazar (1659 - Sevilla, 1709) va ser un compositor i mestre de capella espanyol. Formà part del cor a la catedral de Sevilla i posteriorment vas ser mestre de capella a la ciutat d'Estepa. Va ser nomenat mestre de capella de la Catedral de Sevilla el 26 de novembre de 1685, succeint a Alonso Xuárez que va ser segurament el seu principal mestre.

## Obra
Va compondre diverses obres de caràcter religiós, entre les quals destaquen obres de caràcter religiós, himnes, motets, salms, mises, villancets i una missa de rèquiem pels funerals de María Luisa d'Orleáns, dona del rei Carles II d'Espanya, morta el dia 12 de febrer de 1689. Una de les seves obres més conegudes és el villancet ¡Salga el torillo hosquillo!. Algunes de les seves obres s'han atribuït erròniament a Antonio de Salazar (ca. 1650-1715), mestre de capella de la Catedral de Puebla (1679-88) i Mèxic (1688-1715).